# Quasieulia hirsutipalpis
Quasieulia hirsutipalpis es una especie de polilla de la familia Tortricidae. Se encuentra en Guatemala.